# Liste des gouverneurs actuels des provinces du Mozambique
 (août 2023).
Cette page dresse la liste des gouverneurs actuels des 11 provinces du Mozambique.
La capitale, Maputo, a le statut de province.

## Gouverneurs provinciaux
| Province            | Nom                                         | Depuis (le)  |
| ------------------- | ------------------------------------------- | ------------ |
| Cabo Delgado        | Celmira Silva                               | Janvier 2015 |
| Gaza                | Stella da Graça Pinto Novo Zeca             | Janvier 2015 |
| Inhambane           | Agostinho Abacar Trinta                     | Janvier 2015 |
| Manica              | Albero Ricardo Mondlane                     | Janvier 2015 |
| Maputo              | Raimundo Maico Diamba                       | Janvier 2015 |
| Ville de Maputo     | Iolanda Maria Pedro Campos Cintura          | Janvier 2015 |
| Nampula             | Victor Manuel Borges                        | Janvier 2015 |
| Niassa              | Arlindo da Costa Gonçalo Mazungane Chilundo | Janvier 2015 |
| Sofala              | Maria Helena Taipo                          | Janvier 2015 |
| Tete                | Paulo Auade                                 | Janvier 2015 |
| Zambezia (Zambézie) | Abdul Razak Noormahomed                     | Janvier 2015 |

## Lien(s) externe(s)
- Mouvement de janvier 2015